# 2502-es mellékút (Magyarország)
A 2502-es számú mellékút egy négy számjegyű mellékút, nagyobbrészt Heves, kisebb részben Borsod-Abaúj-Zemplén vármegye területén.

## Nyomvonala
Az M25-ös autóút andornaktályai csomópontjától indul, a nyugati le- és ráhajtó ágak becsatlakozásától. Hídon áthalad az autópálya felett, felveszi a keleti oldal le- és ráhajtó ágait, majd nem sokkal arrébb, körülbelül 500 méter megtétele után felüljárón halad a füzesabonyi vasút felett a volt Andornaktálya alsó megállóhelynél.
Első kilométeréig keletnek halad, ott találkozik az Eger-patakkal és annak folyását követve délebbre fordul. Másfél kilométer után lép át Nagytálya külterületére, majd nem sokkal a 2. kilométere előtt ismét keletnek fordul és átlép az Eger-patak túlsó partjára. Kevéssel ezután, a 2+100-as kilométerszelvénye közelében körforgalommal keresztezi a 2501-es utat, amely itt 7+900-as kilométerszelvénye közelében jár.
Ötödik kilométere után lép át Ostoros területére, majd 7,5 kilométer megtétele után keresztezi az Ostoros-patakot, és egyben Novaj község határát. Ott, nem sokkal a 8. kilométere után beletorkollik a 2503-as út, 13,5 kilométer megtétele után, ezután újabb 1 kilométerrel átlép Mezőkövesd területére és egyben Borsod-Abaúj-Zemplén megyébe.
Körforgalmú csomóponttal keresztezi a 3-as főút Mezőkövesdet elkerülő szakaszát, annak 137+400-as kilométerszelvénye közelében, majd a város belterületét elérve Egri út néven halad tovább a központig. Utolsó szakaszán még kiágazik belőle délnyugat felé a 33 108-as út, végül Mátyás király út néven ér véget, a Széchenyi István utca kereszteződésében. Innen a keresztutca dél felé haladva továbbra is országos közútnak minősül, de már csak öt számjegyű útként számozódik, 33 111-es számozással.
Az országos közutak térképes nyilvántartását szolgáló kira.gov.hu adatbázisa a lekérdezés időpontjában nem szolgáltatott egyértelmű információt az út minden adatáról; az ott elérhető, nem teljesen egyértelmű adatok szerint a hossza 12,138 kilométer.

## Települések az út mentén
- Andornaktálya
- (Nagytálya)
- (Ostoros)
- (Novaj)
- Mezőkövesd

## Története
2020-ig Andornaktálya és Mezőkövesd között húzódott, ám abban az évben az M25-ös autóúttól a 3-as főútig tartó szakaszát 253-as útszámozással főúttá minősítették át.